# Hu 2-1
Hu 2-1 ist ein Planetarischer Nebel im Sternbild Herkules. Er wurde von Milton Lasell Humason im Jahr 1922 entdeckt. Die Hauptstruktur ist eine bipolare Hülle mit einem Radius von etwa 0,9", die sich equatorial mit 15 km/s ausdehnt, während die leuchtschwächeren Ausbuchtungen mit etwa 30 km/s expandieren. Diese Beobachtungen lassen durch kinematische Rückrechnung auf ein Alter von etwa 660 Jahre schließen, was durch geringe Masse des gesamten Nebels von weniger als 1 % der Sonnenmasse gestützt wird.